# フランク・ハリス

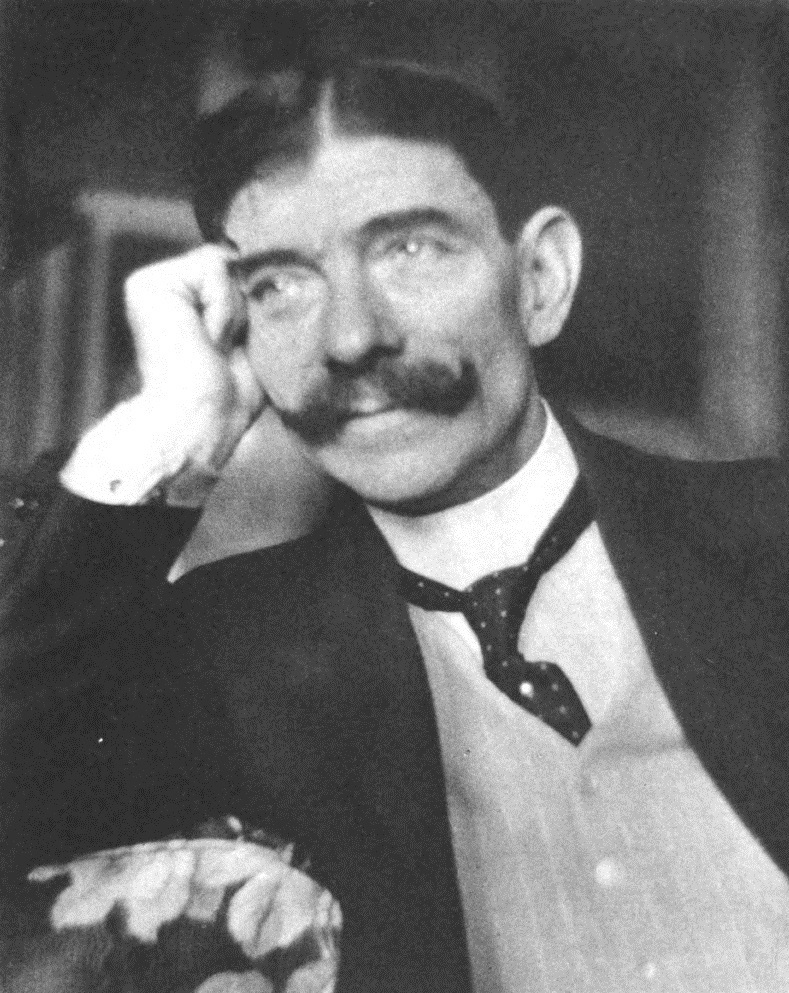
フランク・ハリス

フランク・ハリス（Frank Harris、1856年2月14日 - 1931年8月27日）は、イギリスに生まれ、後にアメリカ合衆国に帰化した作家、 編集者、ジャーナリスト、出版業経営者である。同世代の著名人多数との交遊関係でよく知られた人物であった。存命の間はその短気で過激な性格で知られ、自身の編集による定期刊行物では人気を博し、著名人との交遊関係で注目を集めたが、その一方で人々の記憶に最も残ったのは露骨な性描写が理由で世界中の国々で発禁となった『わが生と愛』(原題: My Life and Loves）と題する回顧録である。

## 生涯
フランク・ハリスは、1856年2月14日にアイルランドのゴールウェイで生まれた。12歳のとき、ウェールズのデンビグシャーにある Ruabon Grammar School へ下宿生として送り出されたことをハリスは『わが生と愛』で回顧している。この学校での生活を嫌い、ハリスは1年で学校を逃げ出した。
1869年末、ハリスは米国へ移住し、カンザス大学で学んだ。1878年、フローレンス・ルース・アダムスと結婚したものの、その妻を翌年亡くしてしまう。1882年、イングランドに帰国後『Evening News』、『隔週評論』、『Saturday Review』などロンドンの新聞各紙の編集者として一般に名前を知られるようになる。『Saturday Review』では、H・G・ウエルズやジョージ・バーナード・ショーが定期寄稿者として活躍したころであり、ハリスも編集者として最高潮の時代であった。
第一次世界大戦中にニューヨークへ移り、1916年から1922年には雑誌『ピアソン』米国版の編集者となる。1921年4月、ハリスはアメリカ市民となった。1922年にはベルリンに旅し、ハリスの作品として最もよく知られる自伝、『わが生と愛』 (1922 - 1927、全四巻) を発行。この作品は、ハリスの肉欲にまみれたさまざまな出会いを生々しく描写し、その上ハリス自身の冒険的人生と活躍を誇張したものとして悪名高いものであった。ハリスの死後、長い年月がたってから第五巻が発行された。ハリスが残したメモなどを元にしたと思われるが、出所は疑わしい。
ハリスは他に著作として短編集や小説、シェークスピアに関する二冊の本『人間シェークスピア(The Man Shakespeare)』、五巻にわたる "Contemporary Portraits" と題する伝記集、それに友人でもあった オスカー・ワイルド とジョージ・バーナード・ショーの伝記を残した。劇作家にも挑戦したがさほど成功せず、舞台で披露されたのはオスカー・ワイルド原案の "Mr. and Mrs. Daventry"  （1900年）のみであった。

## ハリスの遺産
1920年代後半には、ハリスの作品をアメリカで販売するための会社として「フランク・ハリス出版社」がニューヨークで設立された。ハリスの従業員であり、弟子でもあったイーザー・レバインが残したハリスの遺品は、現在プリンストン大学に所蔵されている。結婚を三回経験したハリスは1931年8月27日、心臓発作でフランスで死去した。

## 主な著作
- 1908年：『The Bomb』 フランク・ハリスの小説処女作。
- 1916年：『オスカー・ワイルド 彼の生涯と告白（Oscar Wilde, His Life and Confessions）』
- 1922年：『My Life and Loves』(大久保康雄訳『わが生と愛』第1〜第5 丸谷才一解説 1965年〜1966年 河出書房新社 他、複数の和訳あり)

『The Short Stories of Frank Harris, a Selection』（1975年）は Elmer Gertz編によるフランク・ハリス作品集。

## 引用
- "I am, really, a great writer; my only difficulty is in finding great readers."
- "Sex is the gateway to life."
- "Every new language is like an open window that shows a new view of the world and expands your attitude towards life."
- "Casanova! My dear man, Casanova is not worthy to untie my bootstrings."
- "Strong men are made by opposition - like kites, they go up against the wind."
- "What hope is there for humanity, save in confession and reform; in truth and in love."
- "You've never seen the mouth of the Thames at night, have you? It's a scene from wonderland; houses like blobs of indigo fencing you in; ships drifting past like black ghosts in the misty air, and the purple sky above never so dark as the river, the river with its shifting lights of ruby and emerald and topaz, like an oily, opaque serpent gliding with a weird life of its own..."-Harris unsuccessfully encouraging Oscar Wilde to go abroad and avoid the risk of a trial.